# Segebodo Crispin († 1388)

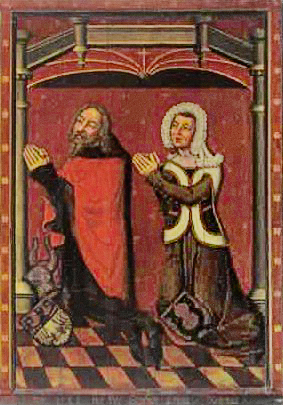
Segebodo Crispin und Ehefrau Elisabeth, geb. Warendorp

Segebodo Crispin († 1388) war Ratsherr der Hansestadt Lübeck.

## Leben
Segebodo Crispin war Sohn des Lübecker Bürgers Segebodo Crispin II., sowie Enkel der Lübecker Bürgermeister Segebodo Crispin († 1323) und Hermann Morneweg.
1349 wurde Segebodo III. Crispin in den Lübecker Rat erwählt. 1363 war er beteiligt an den Verhandlungen unter dem Vorsitz von Herzog Albrecht II. von Mecklenburg über einen Ausgleich in den Hoheitsstreitigkeiten zwischen der Stadt Hamburg und Graf Adolf VII. von Holstein in Lübeck. 1366 war er einer der Vertreter der Stadt in Sachen des Rektors von Rellingen. In Neubrandenburg verhandelte er mit Herzog Albrecht wegen der Teilnahme am Zweiten Waldemarkrieg der Hanse gegen König Waldemar IV. von Dänemark. 1375 vertrat Segebodo Crispin die Stadt bei den Vergleichsverhandlungen zwischen Herzog Albrecht von Sachsen-Wittenberg und den Herzögen von Braunschweig im Lüneburger Erbfolgekrieg. Er vertrat die Stadt überdies auf allen Hansetagen der Zeit von 1363 bis 1381.
Ihm gehörten die Lübschen Güter Groß Steinrade, Bliesdorf und Wulmenau; auch jeweils eine Hälfte von Krummesse und Kronsforde.
Er war verheiratet mit Elisabeth, einer Tochter des Ratsherrn Gottschalk Warendorp, und bewohnte das Haus Breite Straße 46. Der Ratsherr Johann Crispin war sein Sohn.
Die Crispins werden zu den Mitstiftern des Katharinenklosters Lübeck gezählt, dessen Bau sie mit erheblichen Mitteln unterstützten. Das nordöstliche Chorseitenschiff der Katharinenkirche wurde nach neueren Forschungen direkt als Familienkapelle errichtet. Die mittelalterlichen Familienporträts aus dieser Kapelle zeigen neben Segebodo Crispin und seiner Ehefrau mehrere Generationen der Crispins mit ihren Frauen und befinden sich heute in der Mittelaltersammlung des St. Annen-Museums. Die Tafelmalereien wurden nach den Fresken in der Kapelle um 1440 auf die Holzplatten übertragen und 1577 durch den Maler Gregor von Gehrden übermalt. Dabei wurden bei den einzelnen Tafelbildern die Namen der dargestellten Personen verwechselt. Die Zuordnung ist daher nur über die Familienwappen der Ehefrauen möglich.